# Pseudoderopeltis guttata
Pseudoderopeltis guttata är en kackerlacksart som först beskrevs av Henri Saussure 1895.  Pseudoderopeltis guttata ingår i släktet Pseudoderopeltis och familjen storkackerlackor.
Artens utbredningsområde är Etiopien. Inga underarter finns listade i Catalogue of Life.